# Úmluva o státním občanství vdaných žen
Úmluva o státním občanství vdaných žen (Convention on the Nationality of Married Women) je mezinárodní úmluva schválená Valným shromážděním Organizace spojených národů v roce 1957. Úmluva platí od rok 1958, Československo k úmluvě přistoupilo v roce 1962. Úmluva upravuje nezávislost občanství ženy na občanství jejího manžela, bez podání žádosti o jeho změnu.

## Historie
Úmluva byla vyhlášena 20. února 1957 Valným shromážděním OSN s platností od 11. srpna 1958. Dne 3. září 1957 byla úmluva podepsaná za ČSSR v New Yorku. Národní shromáždění vyslovilo s úmlovou souhlas v únoru 1962, prezident republiky jí ratifikoval dne 8. března 1962. Pro Československo úmluva nabyla platnosti dne 4. července 1962, vyhlášena byla jako vyhláška Ministerstva zahraničních věcí č. 72/1962 Sb.
Úmluvu respektoval také zákon o nabývání a pozbývání státního občanství České republiky z roku 1993 i od roku 2014 účinný zákon o nabývání a pozbývání státního občanství České republiky.

## Důvod vzniku
Úmluva byla sepsána za účelem ochrany občanství ženy v případě sňatku či rozvodu, čímž se tato úmluva odvolává na Všeobecnou deklaraci lidských práv.

## Hlavní principy
- občanství ženy se nemění automaticky uzavřením či rozvedením manželství
- občanství ženy se nemění změnou státního občanství manžela (přijetím či zřeknutím se občanství)
- žena provdaná za cizince může na vlastní žádost získat občanství manžela na základě zjednodušeného postupu

## Smluvní strany
V roce 2014 patřilo mezi smluvní strany 74 států. Mezi smluvní strany nepatří např. Spojené státy americké či Francie, úmluvu vypovědělo Lucembursko (2007), Nizozemsko (1992) a Spojené království (1981).